# Première dame du Cameroun
Les Premières dames du Cameroun sont les épouses du président de la république du Cameroun depuis 1960. Depuis 1994, la Première dame est Chantal Biya.

## Liste des épouses des présidents de la république du Cameroun
| Portrait                                                  | Nom (Naissance-Mort)          | Mariage | Président      | Début           | Fin             | Durée en année |
| --------------------------------------------------------- | ----------------------------- | ------- | -------------- | --------------- | --------------- | -------------- |
| Germaine Ahidjo                                           | Germaine Ahidjo (1930-2021)   | 1957    | Ahmadou Ahidjo | 5 mai 1960      | 6 novembre 1982 | 22 ans         |
| Jeanne-Irène Biya                                         | Jeanne-Irène Biya (1935-1992) | 1961    | Paul Biya      | 6 novembre 1982 | 29 juillet 1992 | 9 ans          |
| Célibat de Paul Biya du 29 juillet 1992 au 23 avril 1994. |                               |         |                |                 |                 |                |
| Chantal Biya                                              | Chantal Biya (née en 1970)    | 1994    | Paul Biya      | 23 avril 1994   | en cours        | 30 ans         |